# Nicolás Acevedo
Nicolás Acevedo (Montevideo, 14 april 1999) is een Uruguayaans voetballer die bij voorkeur speelt als middenvelder.

## Carrière
Acevedo speelde in zijn jeugd bij Liverpool tot met 2018. Hij maakte zijn professionele debuut op 14 oktober 2018 en hij moest spelen tegen Defensor Sporting Club. Hij won een wedstrijd met een 2-1. Op 2 maart 2020 ging hij naar New York City.

## Internationale Carrière
Acevedo speelde bij zijn nationale ploeg van Uruguay. Hij heeft meegedaan aan voetbaltoernooi bij Zuid-Amerika kampioenschap onder 20 en Wereldkampioenschap onder 20.

## Privé
Acevedo's ouder broer is ook een professioneel voetballer, Luis Acevedo.